# Жубен, Луи
Луи-Мари Адольф Оливье Эдуар Жубе́н (фр. Louis Marie Adolphe Olivier Édouard Joubin; 27 февраля 1861, Эпиналь — 24 апреля 1935, Париж) — французский учёный — морской зоолог, профессор Национального музея естественной истории в Париже. Автор публикаций о немертинах, щетинкочелюстных, головоногих и других моллюсках.

## Научная деятельность
Служил ассистентом известного французского зоолога Анри де Лаказ-Дютье. В 1882 году стал директором лабораторий в Баньюль-сюр-Мер, а в 1884 году — биологической станции в Роскофе. Позже стал инструктором в Университете Рена, а в 1903 году сменил Эдмона Перье на посту директора отдела моллюсков, червей и зоофитов в Национальном музее естественных наук (с 1917 года после разделения отделов — директором кафедры моллюсков). В 1905 году он был назначен президентом Зоологического общества Франции. В 1921 году он стал членом Французской академии наук.
В честь Жубена назван кальмар Joubiniteuthis portieri и губка Scolymastra joubini, продолжительность жизни которой предположительно составляет 10 тыс. лет.

## Научные работы
- Recherches sur l'anatomie des brachiopodes inarticulés. Suivi de Propositions données par la Faculté, Paris, Typ. A. Hennuyer, 1885
- Les Némertiens (Société d'éditions scientifiques, Paris, 1894)
- Contribution à l'étude des Céphalopodes de l'Atlantique nord (Monaco, 1895)
- Fascicule XI sur les Némertiens du Traité de zoologie de Raphaël Blanchard (1857-1919) (Rueff, Paris, 1897)
- Histoire de la Faculté des Sciences de Rennes (1900)
- Études sur les gisements de mollusques comestibles des côtes de France (Institut océanographique, Monaco, 1908-1913)
- La Vie dans les océans (E. Flammarion, Bibliothèque de philosophie scientifique, Paris, 1912)
- Le Fond de la mer - La Vie dans les océans  (Hachette, Bibliothèque des merveilles, Paris, 1912, réédité en 1951, traduit en espagnol en 1924)
- Les Animaux (Hachette, Paris, 1926, réédité en 1952)
- Les métamorphoses des animaux marins (E. Flammarion, Bibliothèque de philosophie scientifique, Paris, 1926)
- Éléments de biologie marine (Gauthier-Villars et Cie, Paris, 1928)
- Comment se nourrissent les animaux des grandes profondeurs (Institut Océanographique, Monaco, 1933)